# Kanton Lisle-sur-Tarn
Kanton Lisle-sur-Tarn is een voormalig kanton van het Franse departement Tarn. Kanton Lisle-sur-Tarn maakte deel uit van het arrondissement Albi en telde 4551 inwoners in 1999. Het werd opgeheven bij decreet van 17 februari 2014 met uitwerking op 22 maart 2015.

## Gemeenten
Het kanton Lisle-sur-Tarn omvatte de de volgende gemeenten:
- Lisle-sur-Tarn (hoofdplaats)
- Parisot
- Peyrole